# Íllora
Íllora település Spanyolországban, Granada tartományban. Íllora Pinos Puente, Moraleda de Zafayona, Villanueva Mesía, Montefrío, Alcalá la Real és Moclín községekkel határos. Lakosainak száma 9918 fő (2024).

## Népesség
A település népessége az elmúlt években az alábbi módon változott:
| Lakosok száma | 10 343 | 10 072 | 10 304 | 10 440 | 10 346 | 10 500 | 10 286 | 10 054 | 10 080 | 9918 |
|               | 2001   | 2004   | 2006   | 2009   | 2011   | 2014   | 2016   | 2019   | 2021   | 2024 |